# Pawilon nr 14a MTP
Pawilon nr 14a (dawniej: nr 31, także: Pawilon Budimexu lub Pawilon Budimex/Polimex-Cekop) – nieistniejący pawilon  wystawienniczy, biurowy i konferencyjny Międzynarodowych Targów Poznańskich zlokalizowany w centrum terenów targowych, w pobliżu wjazdu od ul. Śniadeckich.
Trzykondygnacyjny obiekt o wysokości 13 metrów zrealizowano w 1978 dla firm zajmujących się budowaniem na rynkach zagranicznych zakładów przemysłowych i dużych obiektów użyteczności publicznej, co było bardzo intratnym interesem dla rządu PRL. Projektantami byli: Jerzy Liśniewicz, Henryk Jarosz i Jan Wellenger. 
Prawie od początku obiekt pełnił rolę głównie biurowca, a potem (od lat 90. XX w.) centrum konferencyjnego (gościł tu m.in. prezydent Aleksander Kwaśniewski). Z czasem stał się zbyt ciasny na potrzeby poznańskich kongresów i jego rolę przejął sąsiedni pawilon nr 15 (po modernizacji). Od lutego do maja 2012 pawilon Budimexu został rozebrany przy dużym zainteresowaniu mediów. Nie była opłacalna jego modernizacja (nie spełniał m.in. standardów przeciwpożarowych). Na miejscu budynku powstał tarasowy ogród dla uczestników konferencji, którego dotąd brakowało (projektantem było Studio ADS).
Pawilon Budimexu był wzorem dla wybudowanej w New Delhi polskiej ambasady.